# Yovani González
Yovani González (Venezuela, 17 de abril de 1983) es un político venezolano, quien fue alcalde del municipio Cardenal Quintero en Mérida entre 2021 y 2023.

## Biografía
Fue productor y comerciante agrícola. González se lanzó como candidato opositor e independiente a alcalde del municipio Cardenal Quintero en Mérida en las elecciones municipales de 2021, resultando electo, tras 20 años seguidos de gobierno oficialista en el municipio.
Una vez electo se trató de inscribir en el partido Voluntad Popular, ingresando finalmente a Primero Justicia.
En 2023 se ausentó 25 días y posteriormente anunció su renuncia el 11 de abril por motivos personales, declarando que tampoco contaba con recursos para gestionar la alcaldía, yéndose de Cardenal Quintero.